# Edjamat
Edjamat est un village du Sénégal situé en Basse-Casamance, dans le Boulouf. Il fait partie de la communauté rurale de Mlomp (Bignona), dans l'arrondissement de Tendouck, le département de Bignona et la région de Ziguinchor.

## Présentation
Selon nos sources, Ediamath serait le village le plus populeux de la zone Buluf.
Il compte 3 quartiers et 1 sous-quartier.

Koundioune est un quartier situé dans un lieu abritant une source naturelle appelée « Amodj Koundioune ».

Dans le quartier Kabumb, il y avait beaucoup d’arbres appelés bubumb », c’est-à-dire le colatier cornifilia. Houtouta est le seul sous-quartier et signifie milieu parce qu’il est situé au centre du village.

Bantandiang signifie fromager géant en mandingue. Ce quartier porte ce nom parce qu’il aurait des ressemblances végétales avec un village de la Haute Casamance (Sedhiou), se nommant ainsi.

## Histoire
Si la date exacte de la naissance du village nous échappe, son ancienneté ne connaît par contre aucune controverse puisque dans le Buluf (aire géographique constituée de villages appartenant à l’arrondissement de Tendouck), il est le deuxième village qui avait vu le jour, après Djimande.

Autrefois, Ediamath était incontestablement le village le plus étendu et le plus peuplé du Buluf. Il connut, au cours de son histoire, plusieurs dislocations dont 3 restent les plus importantes : d’abord de 1874 à 1875 1874 à 1875, ensuite en 1887 et enfin en juillet 1911 1911. Cette dernière sera la plus marquante de l’histoire du village.

Que s’est-il donc passé ? Les habitants d’Ediamath seraient des tortionnaires et exerçaient leur influence sur les villages environnants. Ainsi, à la suite d’une épidémie ayant causé beaucoup de victimes et d’attaques répétées, sous forme de vengeance d’un village voisin nommé Tendouck, les populations se sont dispersées, abandonnant complètement le village en 1911. 22 années plus tard, Amouna Houdiakone entreprit de reconstituer le village. Il ira de village en village pour essayer de convaincre la population de la nécessité de revenir sur ces lieux. Il se fera aider par Oumane « Assouha » Guèye, le seul instruit du village à l’époque. C’est ce dernier qui se chargea de la tâche administrative, consistant à rassembler tous les documents nécessaires à la réhabilitation du village.

Cependant, les anciennes limites ne seront plus respectées compte tenu du nombre peu élevé d’habitants. Il a été signé que lorsque le village aura atteint cent cases, ses frontières seront rétablies. Actuellement, ils n’en existent qu’une quarantaine.
Les anciens chefs :

- 1933 à 1946 : Capitaine « Djimongobor » Diatta

- 1946 à 1982 : Bacary Sambon

- 1982 à 1998 : Moussa Diédhiou

- depuis 1998 : Amady Diédhiou
 depuis 2015 Aliou Barry dit Alimou Barry

## Géographie
La superficie du territoire est de 7,36 km², sur 3,2 km du nord au sud, et 2,3 km d'est en ouest.
Le village est situé :
- au sud de la commune de Thionk Essyl,
- au nord du village de Tendouck, chef lieu d’arrondissement,
- à l’ouest se trouvent des rizières,
- à l’est des champs prolongés par la forêt.

Quant aux pâturages, ils sont situés la plupart du temps à l’ouest et quelquefois à l’est.

### Population
Lors du dernier recensement (2002), la localité comptait 414 habitants et 58 ménages.